# منزل ايدوارد بييل
منزل إدوارد بيل هو منزل تاريخي يقع في مدينة بوتوماك ، مقاطعة مونتغومري ، ماريلاند . وهو عبارة عن المنزل الذي كان يقطنه كولونيال ريفايفال والذي بني في عام 1938 ، وقد صمم المنزل ليبدو وكأنه مزرعة في بنسلفانيا تطورت على مر القرون. والمنزل المكون من طابقين وملحق منزل على شكل التلسكوب معدل و يتألف من أقسام الحجر والإطار مغطاة بلوحة lمصنوعة من خشب الجملون. تم تصميمه وبناؤه من قبل المهندسين المعماريين في ولاية ديلاوير Pope و Kruse .
وقد تم إدراجه في السجل الوطني للأماكن التاريخية في عام 1996.

## روابط خارجية
- Edward Beale House, Montgomery County, Inventory No.: M: 25-22, including photo in 1988, at Maryland Historical Trust website